# Römisch-katholische Kathedrale von Irkutsk

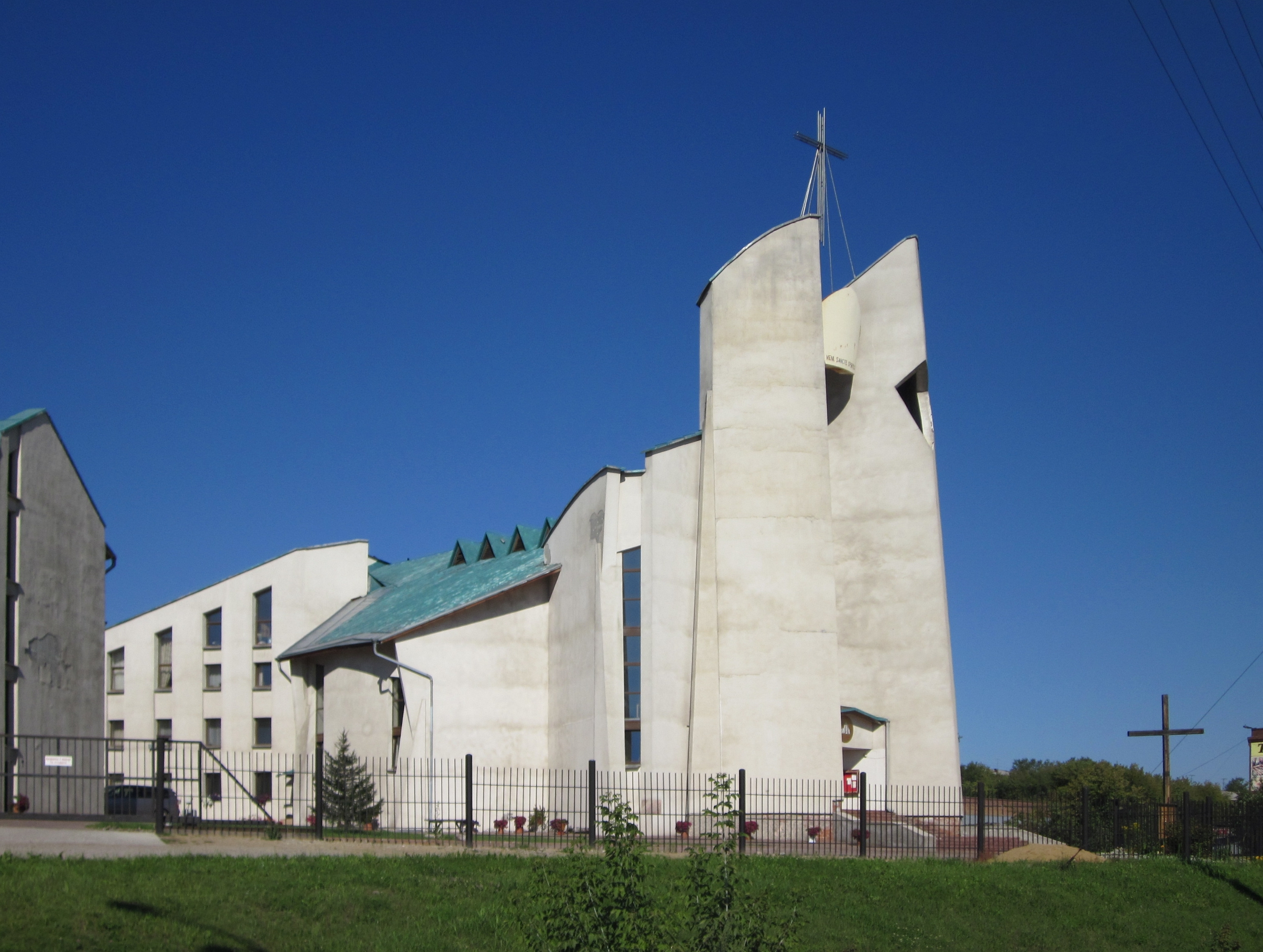
Katholische Kathedrale in Irkutsk

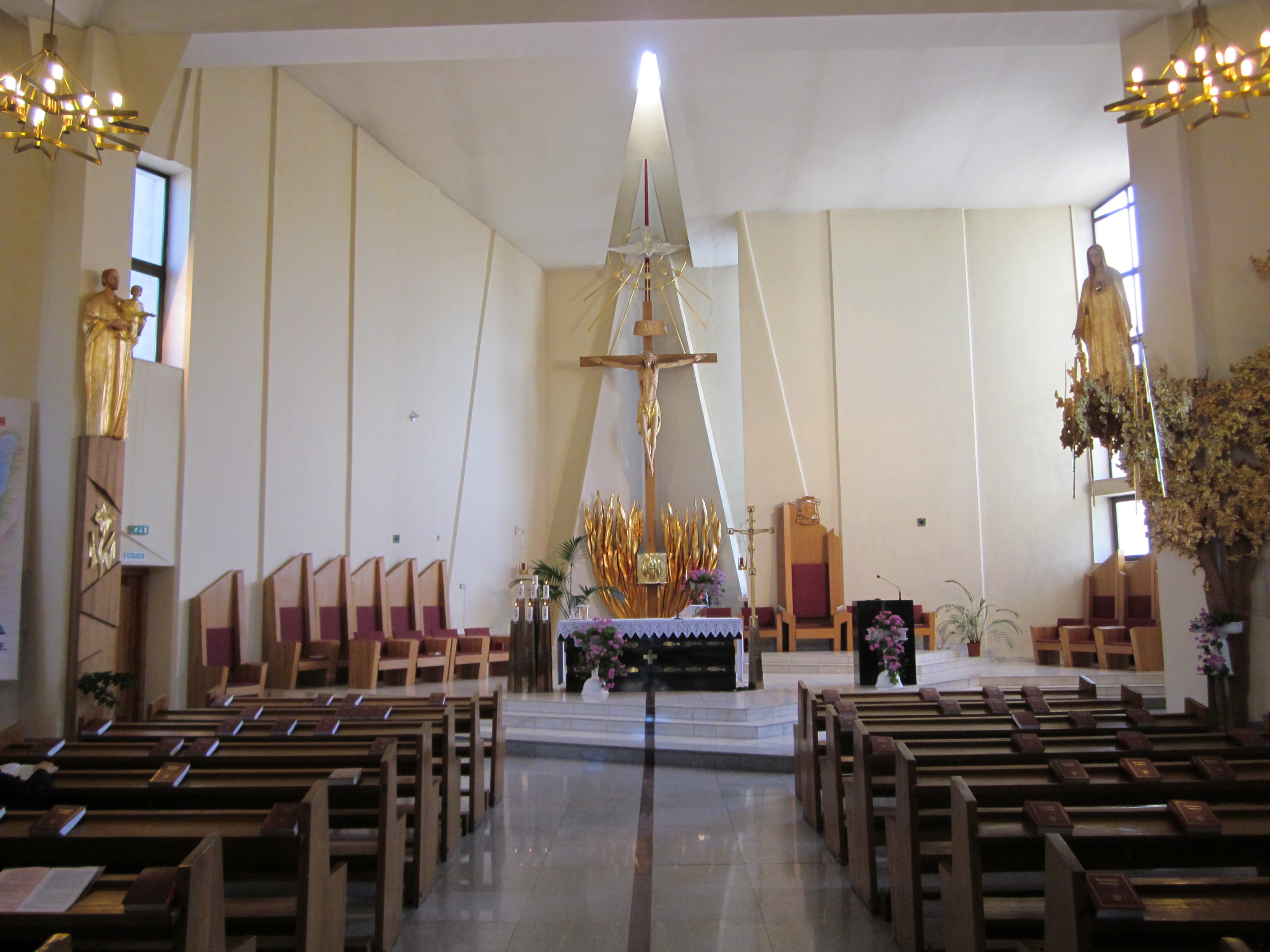
Inneres

Die römisch-katholische Kathedrale von Irkutsk mit dem Patrozinium Unbeflecktes Herz Mariä (russ. Собор Непорочного Сердца Божией Матери) ist die Bischofskirche des katholischen Bistums Irkutsk in Irkutsk.
Nach der Errichtung des Bistums Irkutsk am 18. Mai 1999 wurde am 10. Juni desselben Jahres der Grundstein der neuen Kathedrale gelegt. Bereits am 8. September 2000 wurde sie durch Kardinal Jan Schotte und Bischof Jerzy Mazur geweiht.
Das von polnischen Architekten entworfene Gotteshaus aus Sichtbeton fällt besonders durch seinen markanten gespaltenen Turm auf.